# Saint-Gravé
Saint-Gravé település Franciaországban, Morbihan megyében. Lakosainak száma 745 fő (2022. január 1.). Saint-Gravé Saint-Martin-sur-Oust, Peillac, Malansac, Pluherlin és Saint-Congard községekkel határos.

## Népesség
A település népessége az elmúlt években az alábbi módon változott:
| Lakosok száma | 637  | 601  | 612  | 689  | 760  | 756  | 730  | 716  | 710  | 745  |
|               | 1968 | 1982 | 1990 | 2006 | 2013 | 2015 | 2017 | 2019 | 2020 | 2022 |